# Erik Hulzebosch
Erik Hulzebosch (Anerveen, 17 juni 1970) is een Nederlands oud-schaatser. In 1997 gold hij als de favoriet voor de Elfstedentocht, maar hij werd tweede. Tien jaar later won hij de finale van So You Wannabe a Popstar.

## Levensloop
Hulzebosch komt uit een gezin van zes kinderen, van wie hij de vijfde is. Doordat hij op jonge leeftijd stotterde, behaalde hij slechte schoolresultaten, waarna hij op zijn veertiende van school ging. Hij werkte als bestekzoeker en kraanmachinist. Voordat hij zich op het schaatsen richtte, won hij meer dan 300 wedstrijden fietscross. In 1985 deed hij, onder de naam van zijn broer, mee aan de dertiende Elfstedentocht. Hierna richtte hij zich steeds meer op het marathonschaatsen. In 1993 won hij het Nederlands kampioenschap marathonschaatsen op natuurijs.

### Elfstedentocht 1997
Hulzebosch was een publiekslieveling, maar was geen groot tacticus . Nadat hij twee grote klassiekers won, was hij in 1997 favoriet voor de eindzege van de vijftiende Elfstedentocht. Deze werd niettemin in de eindsprint gewonnen door Henk Angenent. Dat Hulzebosch tweede werd, legde hem toch geen windeieren. Zo had hij in hetzelfde jaar een carnavalshit. Willibrord Frequin vroeg hem daags na de Elfstedentocht Angenent alsnog te verslaan op de Bonkevaart. Terwijl Angenent daar roeide, streefde Hulzebosch hem vervolgens voorbij in een speedboat.
Sindsdien is Hulzebosch regelmatig present op radio en tv, en kan hij worden geboekt als spreker op bijeenkomsten. Naast het actief schaatsen heeft hij een eigen marathonschaatsploeg en vanaf 2005 deelneming in het bedrijf Maple Skate. Aan zijn schaatscarrière kwam op 27 januari 2010 officieel een eind.

### Activiteiten als zanger
In 2007 won Hulzebosch het SBS6-programma So You Wannabe a Popstar. De single Extase (zonder jou), een Johnny Logan-achtige lyrische ballade met saxofoonsolo, kwam na afloop van de finale-uitzending als cd op de markt. In augustus kwam zijn single Geloof me uit en in oktober werd zijn album Zwart ijs uitgebracht.
Op 6 januari 2009 presenteerde Hulzebosch samen met een aantal Hardenbergse muzikanten live in theater de Voorveghter in Hardenberg zijn single Gun jezelf de ruimte. Dit werd geschreven door Jurren Schoonbeek (tekst) en Kees Kuiper (muziek) en is een ode aan de woongemeente van Hulzebosch.

### RTV Oost
Hulzebosch kreeg op 24 juni 2009 een eigen tv-programma bij RTV Oost, Met Hulzebosch de hort op, waarin hij bekende Nederlanders opzoekt.

### KRO-NCRV
Hulzebosch was van 2012 tot 2015 tijdens de Nijmeegse Vierdaagse te zien als presentator voor het programma Het gevoel van de Vierdaagse van de omroep KRO-NCRV. Voor het programma maakte Hulzebosch items en reportages over de deelnemers.

### Film
Hulzebosch figureert in de film Grenzeloos Verraad, die in 2023 uitkwam.

## Privéleven
Hulzebosch is getrouwd met schaatsster Jenita Hulzebosch-Smit.

## Erelijst
2007
- Winnaar So You Wannabe a Popstar (SBS6)
- 1e World Grand Prix Zweden 150 km

2002-2003
- 12e Open NK marathon, Weissensee 100 km

2000-2001
- 10e Open NK marathon, Weissensee 100 km

1996-1997
- 2e Vijftiende Elfstedentocht 200 km (4 januari 1997)
- 10e NK natuurijs Ankeveen 100 km (30 december 1996)
- 1e Holland Venetië Giethoorn 50 km (29 december 1996)

1995-1996
- 9e NK natuurijs Ermerstrand 100 km (2 januari 1996)
- 2e Holland Venetië Giethoorn 100 km (31 december 1995)
- 12e Eernewoude 100 km
- 1e Veluwemeertocht Elburg 100 km
- 7e Oldambtrit Scheemda 100 km
- 1e Amstelmeermarathon 100 km

1993-1994
- 1e NK natuurijs Maasland 100 km

1992
- Wereldkampioen inline-skaten Marathon (42.195 m) in Rome
- WK Inline skaten, 20.000 meter afvalkoers

1990-1991
- 1e Open NK marathon, Plansee 100 km

## Discografie

### Singles
| Single met eventuele hitnotering(en) in de Nederlandse Top 40 | Datum van verschijnen | Datum van binnenkomst | Hoogste positie | Aantal weken | Opmerkingen                         |
| ------------------------------------------------------------- | --------------------- | --------------------- | --------------- | ------------ | ----------------------------------- |
| Hulzebosch Hulzebosch                                         | 1997                  | 1-2-1997              | 15              | 5            | met Fokko Dam                       |
| Foie foie foie / Ik vin oe sexie                              | 1998                  | 17-1-1998             | tip             |              | met Fokko Dam                       |
| Extase (zonder jou)                                           | 23-5-2007             | 2-6-2007              | 7               | 7            |                                     |
| Geloof me                                                     | 6-8-2007              | 18-8-2007             | 27              | 2            |                                     |
| Zo zijn wij                                                   | 22-10-2007            |                       |                 |              | duet met Maud                       |
| Gun jezelf de ruimte                                          | 06-01-2009            | 06-01-2009            |                 |              | met Jurren Schoonbeek / Kees Kuiper |

### Albums
| Album met eventuele hitnotering(en) in de Nederlandse Album Top 100 | Datum van verschijnen | Datum van binnenkomst | Hoogste positie | Aantal weken | Opmerkingen |
| ------------------------------------------------------------------- | --------------------- | --------------------- | --------------- | ------------ | ----------- |
| Zwart ijs                                                           | 22-10-2007            |                       |                 |              |             |